# 15e régiment de tirailleurs sénégalais
Le 15e Régiment de Tirailleurs Sénégalais (ou 15e RTS) est un régiment français.

## Création et différentes dénominations
- 1919: Création du 15e Régiment de Tirailleurs Sénégalais à partir des:
  - 108e Bataillon de Tirailleurs Sénégalais
  - 109e Bataillon de Tirailleurs Sénégalais
  - 113e Bataillon de Tirailleurs Sénégalais
- 1923: Renommé  15e Régiment de Tirailleurs Coloniaux
- 1926: Redevient 15e Régiment de Tirailleurs Sénégalais
- 1946: Devient  13e Régiment de Tirailleurs Sénégalais
- 1946: Redevient 15e Régiment de Tirailleurs Sénégalais
- 1958: le 1er décembre il devient 75eRIMa, il achèvera sa mission lors de l’évacuation d’Oran.
- 1962: le 30 septembre il sera dissous à Sissonne.

Lors de sa création, le 1er avril 1919, par la fusion des 108e, 109e, et 113e Bataillons de tirailleurs sénégalais de la Division de Constantine, le 15eRTS est défini comme « un des plus jeunes régiments indigènes. » Il présentera la particularité d’avoir été le seul régiment des Troupes Coloniales en garnison permanente en Algérie, et ce, jusqu’à sa dissolution le 30 septembre 1962.
On peut constater que, dès sa création, le 15eRTS a une implantation très dispersée sur la région constantinoise. Au cours de son existence, les différents chefs de Corps ne cesseront de se plaindre de cette particularité qui rend difficile le maintien de la cohésion. En mai 1919, un détachement de renfort part pour l’armée d’Orient et un autre pour le Maroc. Entre 1919 et 1920, le régiment est amené à fournir de nombreux détachements, soit pour des tournées de police, soit pour des gardes de camps, dans le Constantinois, puis dans l’Aurès.Création de la nouba en septembre 1919. Le 15eRTS reçoit son drapeau qui est présenté aux troupes le 27 janvier 1921. Emplacement des unités du corps au 1er février 1922. État-major du Régiment et C.H.R. Philippeville, 1er Bataillon. État-major, 1eCie, 2eCie, C.M.I. Djidjelli, 3eCie El Milia, 2eBataillon en entier à Biskra avec des détachements à El-Kantara, Touggourt et El-Oued. Le 3eBataillon, l'état-major, 9eCie, 10eCie, CM3 Philippeville, la 11eCie à Collo.

## Colonels/chef-de-brigade
- Le Lieutenant-Colonel GATEAU
- Le Commandant GONDALMA
- 1935: Colonel Delaissey
- 1928 Colonel CROLL (certificat de bonne conduite decerné au soldat Rougier Baptistin le 7 mars 1928 à Philippeville ainsi qu'au soldat Willerval René le 10 mars 1928).
- 1942 - 1945: Colonel Morlière

## Historique des garnisons, combats et batailles du15eRTS

### Entre-deux-guerres
Le 1er mai 1923, la dénomination de tirailleurs sénégalais est changée pour celle de tirailleurs coloniaux jusqu’au 28 février 1926, date à laquelle le régiment reprend sa première dénomination. Le Commandement Supérieur des Troupes Noires, dont dépendait le régiment depuis sa création, étant supprimé le 1er janvier 1924, le corps est rattaché à la 7e Brigade d’Infanterie d’Algérie à Sétif.
- La Campagne du Maroc. Le 18 avril 1925, le 2e Bataillon du 15eRTC part pour le Maroc par voie ferrée à destination d’Oujda et le Commandant GONDALMA en prend le commandement à Guercif le 29 avril 1925. Ce bataillon comprend 4 compagnies ayant chacune un groupe de mitrailleuses. La CM2 reste à Biskra comme unité administrative et la 10e compagnie forme la 4e compagnie du bataillon. Principales actions menées par le Bataillon, l'attaque de Bibane le 13 mai et le 25 mai 1925. L'organisation et défense du poste de Fez El Bali (mai - août 1925). L'organisation et défense du poste de Kella dès Sless (mai - août 1925). L'attaque de Sker le 11 septembre 1925. L'attaque de Bou Azzoun et Moulaye Djenane le 12 septembre 1925.

### Seconde Guerre mondiale
- Un détachement du régiment part en renfort pour la métropole où il devient le 3/33e RICMS. Il participe aux combats de Dury, Hébécourt, Sauflieu, Gratteponche et subit de durs bombardements. Pendant cette campagne, les Africains se sont distingués par leur moral élevé, leur discipline, malgré le manque de ravitaillement et les longues marches sous les bombardements.

- La Campagne de Tunisie (Novembre 1942-juin 1943). Le 15eRTS, stationné en Algérie, ne quitta pas l'Afrique du Nord durant la seconde guerre mondiale. Par contre, il prit une part active à la campagne de Tunisie (19e Corps d’Armée français, Général Koeltz) où il s'illustra sous le commandement du Colonel MORLIERE. Cet épisode, le plus glorieux vécu par le régiment, est malheureusement peu connu. Et pourtant, le 15e RTS a été l’un des premiers régiments français à reprendre le combat. Dès le 9 novembre 1942, lendemain du débarquement des Alliés en Afrique du Nord, le 2e Bataillon quitte Constantine pour le front du Nord Tunisien alors que le même jour, les premiers avions allemands se sont posés à Tunis- El-Aouïna. Son action, au cours de cette campagne, comporte trois phases : Le Sud Tunisien (novembre 1942-fin février 1943). La défensive (mars et avril 1943). L’offensive (avril-mai 1943) dans le cadre de la Division de Marche d'Oran. Soit au total 51 militaires dont les tombes, qui s’échelonnent de la région de Gafsa à celle du Djebel Mansour ou du Zaghouan, constituent la trace glorieuse suivie par le 15eRTS dans les combats de Tunisie.

### De 1945 à nos jours
L’Algérie de 1954 à 1962, ce sera enfin 8 ans de guerre, pour l’essentiel dans le Massif de Collo. Le 15eRTS, devenu 75eRIMa le 1er décembre 1958, achèvera sa mission lors de l’évacuation d’Oran ; il sera dissous à Sissonne le 30 septembre 1962.

## Drapeau
- Le 15eRTS reçoit son drapeau qui est présenté aux troupes le 27 janvier 1921.

Il porte, cousues en lettres d'or dans ses plis, les inscriptions suivantes, :

## Décorations
Sa cravate est décorée de la Croix de guerre 1939-1945 avec étoile de Vermeil.
15e REGIMENT DE TIRAILLEURS SENEGALAIS:
« Magnifique Unité de combat (qui, sous les ordres du Colonel MORLIERE, lancé contre les forces de l’Axe dès le début de la campagne de Tunisie, y a montré une ardeur et une ténacité dignes d’éloges. S’est distingué au combat de SIDI N’SIR le 21 novembre 1942, mettant l’ennemi en fuite par une brillante contre-attaque, lui détruisant 4 chars et s’emparant de matériel et de prisonniers. Le 22 février 1943, à Aïn El Amra a interdit à l’adversaire le débouché du plateau de Bouchebka, rétablissant la situation et faisant par son attitude résolue, la plus grande impression sur les forces américaines prêtes à la retraite. A terminé la campagne avec l’attaque victorieuse du Djebel Mansour le 25 avril 1943 et, du 7 au 13 mai, du Massif du Zaghouan, capturant plusieurs centaines de prisonniers et s’emparant d’un matériel considérable. »
Cette citation comporte l’attribution de la Croix de guerre 1939-1945 avec Etoile de Vermeil.
Citations dans les combats de Tunisie (Novembre 1942-juin 1943). Reçu 16 à l’ordre de l’Armée, 7 à l’ordre du Corps d’Armée, 25 à l’ordre de la Division, 49 à l’ordre de la Brigade, 136 à l’ordre du Régiment. Soit un total de 233 citations. Néanmoins, le rôle et les mérites du Régiment ne seront reconnus que tardivement, et avec réticence. Il suffira pour s’en convaincre de se reporter à l’historique de son drapeau. Ce total, qui sera repris dans les correspondances futures relatives à l'inscription << Tunisie >> au drapeau du régiment.

## Insigne
L’insigne type 1 (15e RTS) a été créé en 1949 et la demande d’homologation présentée le 29 avril 1947 par le Général Duché, commandant le 10e région militaire. L’homologation a été accordée le 29 octobre 1947 par D.M. n°10 780 EMA/3.I. L’insigne type II est la reprise du type I avec changement de sigle (75eRIMa) ; il n’a pas été homologué. Le phénix, appelé aussi oiseau de feu, est un animal fabuleux de la grandeur d’un aigle, aux ailes rouges et dorées qui, dans la mythologie égyptienne, vivait plusieurs siècles, se brûlait lui-même sur un bûcher et renaissait de ses cendres, à l’époque chrétienne, il est devenu le symbole de la résurrection. Dans la mythologie chinoise, sa légende est liée à l’invention de la musique et de la danse.

## Personnalités ayant servi au sein du régiment
- Henri Muller (1900-1944), résistant français, Compagnon de la Libération.
- René Lepeltier (1906-1947), résistant français, Compagnon de la Libération.
- Albert Marty (1907-1984), résistant français, Compagnon de la Libération.
- Victor Perner (1911-1997), résistant tchécoslovaque, Compagnon de la Libération.